# ペドロ・テノリオ
ペドロ・パンゲリナン・テノリオ（英語: Pedro Pangelinan Tenorio; 1934年4月18日 - 2018年5月21日）は、第2代・第5代北マリアナ諸島知事を務めた政治家。在職12年と、テノリオは北マリアナ諸島の歴史の中で最も長く知事を務めた。

## 経歴・人物
テノリオはサイパン島で生まれたが、グアムのジョージ・ワシントン・ハイスクール（グアム）を卒業し、グアム大学に通う。学校の教師、海運会社の幹部、海軍の技術訓練部隊の監督者として働いた。ミクロネシア連邦議会下院議員を務めた後、マリアナ諸島地区議会議員となった。
1978年、北マリアナ諸島がアメリカ合衆国のコモンウェルス（CNMI）となった際、第1回コモンウェルス議会の北マリアナ諸島上院の副院長に選出され、プログラム委員会の委員長を務めた。1980年に上院議長に選出された。1982年に第2代北マリアナ諸島知事となり、その後、1985年に2期目の知事再選を果たした。1997年11月に再び知事に選出され、1998年1月12日に第5代北マリアナ諸島知事に就任した。
テノリオはソフィア（ソフィー）・パンゲリナン・テノリオと結婚し、9人の実子と1人の養子を育てた。2018年5月21日にサイパン島のガラパンにあるコモンウェルス・ヘルス・センターで死去し、サイパンのチャラン・カノアにあるマウント・カーメル・セメトリーに埋葬された。